# Antoine Redin
Jean-Antoine Redin, noto come Antoine Redin (Cenon, 4 settembre 1934 – Bastia, 27 agosto 2012), è stato un allenatore di calcio e calciatore francese, di ruolo difensore.

## Carriera

### Allenatore
Sotto la sua guida il Nancy vinse la Coppa di Francia 1977-1978 in finale contro il Nizza. Successivamente prese le redini del Bastia dove vinse il primo storico trofeo del club, la Coppa di Francia 1980-1981.

## Palmarès

### Allenatore
- Coppa di Francia: 2

Nancy: 1977-1978
Bastia: 1980-1981